# Áyios Athanásios (ö)
Áyios Athanásios är en ö i Grekland.   Den ligger i regionen Grekiska fastlandet, i den centrala delen av landet, 120 km väster om huvudstaden Aten.